# NGC 1412
NGC 1412 је спирална галаксија у сазвежђу Пећ која се налази на NGC листи објеката дубоког неба.
Деклинација објекта је - 26° 51' 43" а ректасцензија 3h 40m 29,3s. Привидна величина (магнитуда) објекта NGC 1412 износи 12,5 а фотографска магнитуда 13,5. NGC 1412 је још познат и под ознакама IC 1981, ESO 482-29, MCG -5-9-21, AM 0338-270, PGC 13520.